# Furacão Gustav (2002)
O furacão Gustav foi um furacão de categoria 2 que deslocou-se paralelo à costa leste dos Estados Unidos em setembro de 2002 durante a temporada de furacões no oceano Atlântico de 2002. Foi a sétima tempestade com nome e o primeiro furacão da temporada. Inicialmente uma depressão subtropical ao norte das Bahamas, Gustav passou ligeiramente para o leste de Outer Banks da Carolina do Norte como uma tempestade tropical antes de se mover para o nordeste e fazer dois desembarques no Canadá Atlântico como uma furacão de categoria 1. A tempestade foi responsável por uma morte e US $ 100.000 em danos, principalmente na Carolina do Norte. A interação entre Gustav e um sistema não tropical produziu ventos fortes que causaram um adicional de $ 240.000 (2002 USD) em danos na Nova Inglaterra, mas esses danos não foram atribuídos diretamente ao furacão.
Gustav passou a primeira parte de sua existência como uma tempestade subtropical e foi a primeira tempestade desse tipo a ser nomeada a partir das listas atuais do Centro Nacional de Furacões. Anteriormente, as tempestades subtropicais não recebiam nomes. O ciclone também foi o primeiro furacão da temporada em formação desde 1941.

## História meteorológica
Uma área de clima perturbado em associação com um vale superficial fraco e um vale de nível superior mais forte entre as Bahamas e Bermudas desenvolveu-se em 6 de setembro. A crista de alta pressão fortalecida pela tempestade tropical Fay fez com que o vale se tornasse mais organizado e se fechasse em uma ampla baixa não tropical em 7 de setembro. Em 8 de setembro, o sistema havia desenvolvido convecção suficiente perto de seu centro de circulação para ser classificado como Depressão Subtropical Oito, enquanto estava localizado a sudeste do Cabo Hatteras, na Carolina do Norte. Mais tarde naquele dia, dados de uma aeronave de reconhecimento Hurricane Hunter indicaram que o sistema havia se fortalecido em uma tempestade subtropical, e a depressão foi atualizada para Tempestade Subtropical Gustav.
Gustav mudou-se erraticamente nos próximos dois dias para o oeste-noroeste em direção à fronteira Carolina do Norte - Carolina do Sul, ele fortaleceu-se lentamente, adquirindo características mais tropicais. Em 10 de setembro, uma banda mal organizada de ventos mais fortes se desenvolveu ao redor do centro, e Gustav foi designado uma tempestade totalmente tropical pouco antes de virar para o norte e roçar o Cabo Hatteras, então acelerando para o nordeste e para longe da costa. Em 11 de setembro, sob a influência de um sistema não tropical sobre a Nova Inglaterra, Gustav rapidamente se tornou um furacão, em um processo semelhante à intensificação do Furacão Michael em 2000. Gustav mais tarde naquele dia atingiu o seu pico de intensidade de 160 km/h (100 mph).
O furacão começou a enfraquecer lentamente e perder características tropicais no início de 12 de setembro, à medida que se movia sobre águas mais frias e encontrava um aumento do vento cisalhante. No entanto, a tempestade estava se movendo rápido o suficiente para atingir Cape Breton, Nova Escócia como uma furacão categoria 1 em 12 de setembro. Mais tarde naquela manhã, Gustav fez um segundo landfall em Terra Nova e tornou-se extratropical pouco depois. A baixa extratropical continuou se movendo lentamente para o nordeste antes de se dissipar no Mar do Labrador em 15 de setembro.

## Preparativos

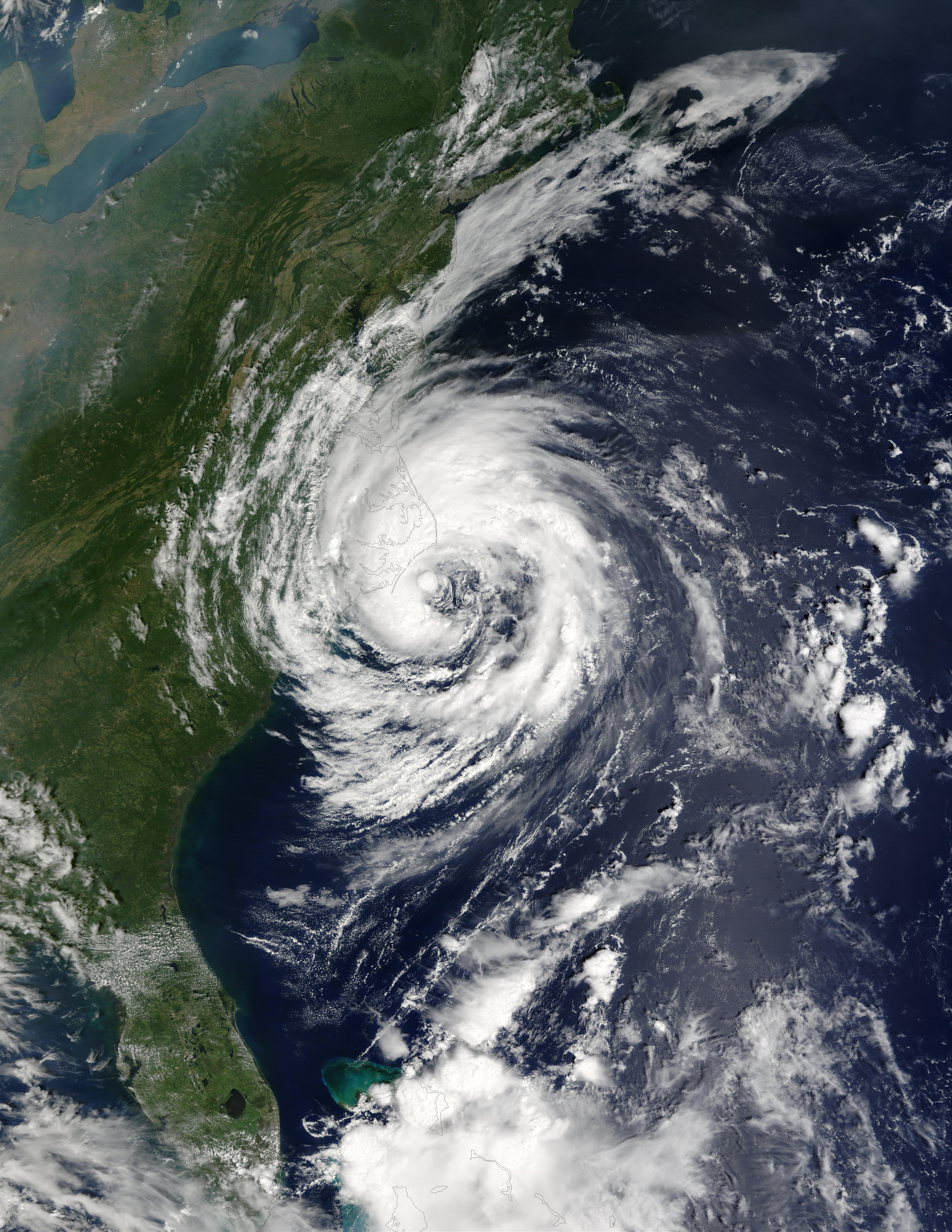
Tempestade tropical Gustav perto de Outer Banks em 10 de setembro

Em 8 de setembro, meteorologistas do Centro Nacional de Furacões previram que Gustav se aproximaria da costa da Carolina do Norte e emitiram um alerta de tempestade tropical de Cabo Fear até à fronteira entre a Carolina do Norte e a Virgínia. O alerta de tempestade tropical foi atualizado para um alerta de tempestade tropical em 9 de setembro, e um novo alerta de tempestade tropical foi emitido mais tarde naquele dia para áreas do sudeste da Virgínia, da fronteira entre Carolina do Norte e Virgínia até New Point Comfort. O novo alerta foi atualizado para um aviso de tempestade tropical em 10 de setembro. Conforme Gustav começou a se virar para o nordeste e se afastar da costa do Médio Atlântico, os avisos de tempestade tropical foram gradualmente interrompidos. O último aviso foi interrompido em 11 de setembro.
Conforme Gustav se aproximava do Canadá Atlântico, a Environment Canada e o Centro Canadense de Furacões emitiram avisos de chuva forte e vento para o sul de Novo Brunswick, Ilha do Príncipe Eduardo, Nova Escócia e Terra Nova.

## Impacto

### As Carolinas e a Virgínia

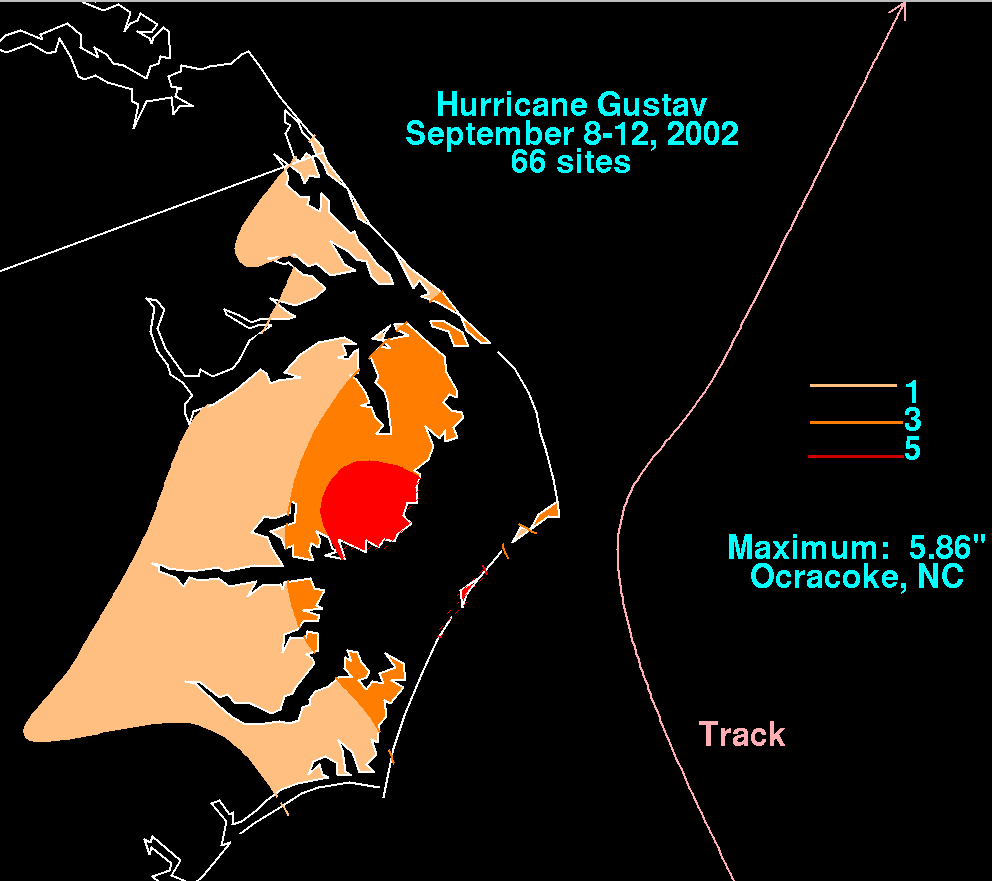
Mapa de precipitação total de Gustav na Carolina do Norte

Embora o centro de Gustav passasse apenas a leste do Cabo Hatteras, áreas da Carolina do Norte e sudeste da Virgínia sofreram fortes chuvas e ventos com força de tempestade tropical. Partes dos Outer Banks receberam 51–127 mm (2–5 in) de chuva e ventos de até 80 km/h (50 mph), e a estação da Guarda Costeira no Cabo Hatteras relatou uma rajada de vento de 126 km/h (78 mph). A tempestade produziu ondas de tempestade de 0.91–1.83 m (3–6 ft) ao longo das margens externas e 0.30–0.91 m (1–3 ft) ao longo da costa sudeste da Virgínia. Essas ondas, combinadas com ventos fortes e ondas altas do mar, resultaram em pequenas inundações, principalmente em Ocracoke e Hatteras Village, na Carolina do Norte. Uma tromba d'água fraca também pousou em Silver Lake, perto de Ocracoke, e mudou-se para a costa, mas apenas danos menores ao telhado foram relatados. Quedas de energia esporádicas também foram relatadas. Uma pessoa morreu em Myrtle Beach, Carolina do Sul, após sofrer ferimentos nas ondas altas, e outras 40 pessoas tiveram que ser resgatadas de ondas de maré e tempestades. Os danos na Carolina do Norte totalizaram US $ 100.000 (2002 USD).

### Nova Jérsia
Embora o centro de Gustav tenha permanecido bem ao largo da costa, a diferença de pressão entre ele e uma área de alta pressão sobre o centro dos Estados Unidos causou fortes ventos em áreas de Nova Jérsia em 11 de setembro. Rajadas de vento variaram de 56–72 km/h (35–45 mph), com relatos de ventos mais fortes perto da costa. Uma rajada de vento máxima de 97 km/h (60 mph) foi relatado em Keansburg. Os fortes ventos derrubaram árvores e linhas de energia em toda a metade leste do estado, danificando casas e bloqueando ruas. Pelo menos 14.000 casas nas proximidades dos condados de Burlington e Ocean ficaram sem energia. No Município de West Windsor, um homem foi morto quando a seção superior de uma parede de concreto em que ele estava trabalhando explodiu e o esmagou. A outra morte ocorreu no município de West Amwell, onde um ramo de árvore caiu sobre duas mulheres idosas, matando uma e ferindo a outra. Em outros lugares, embora houvesse relatos de árvores caindo sobre os veículos, nenhum outro ferimento grave ou morte foi relatado.

### Nova Iorque e Nova Inglaterra
A interação entre Gustav e o sistema não tropical causou fortes ventos que afetaram áreas costeiras da Nova Inglaterra, principalmente no leste de Nova Iorque e Massachusetts. Algumas áreas relataram rajadas de vento com força de tempestade de mais de 89 km/h (55 mph), e uma rajada de vento máxima de 108 km/h (67 mph) foi relatado por um observador do tempo em Catskill, Nova Iorque. Rajadas de vento de até 80 km/h (50 mph) foram relatados em áreas de Massachusetts. Os ventos derrubaram árvores e linhas de energia, e várias casas e carros foram danificados por árvores caídas. Mais de 29.000 casas ficaram sem energia no leste de Nova Iorque, e 19.000 casas perderam a energia em Massachusetts. Ao todo, os ventos causaram $ 240.000 (2002 USD) em danos, mas esses danos não foram atribuídos diretamente a Gustav na análise do Centro Nacional de Furacões.
Na área da cidade de Nova Iorque, uma rajada de vento de pico de 97 km/h (60 mph) foi relatado no Aeroporto Internacional John F. Kennedy. Os ventos causaram alguns danos menores aos telhados dos prédios e forçaram as autoridades em Nova Iorque a isolar partes de Manhattan enquanto destroços que iam de papel de embrulho a latas de refrigerante amassadas eram espalhados. Os destroços feriram quatro pessoas, uma delas gravemente, e interromperam um serviço memorial do 11 de setembro, embora continuasse conforme planeado.
Ventos sustentados de 40–56 km/h (25–35 mph), com rajadas de até 89 km/h (55 mph), foram relatados em Long Island. Os danos na ilha foram limitados principalmente a árvores derrubadas e linhas de energia, embora a Autoridade de Energia de Long Island relatou que pelo menos 93.000 casas perderam energia durante o dia de 11 de setembro. Uma pessoa morreu quando o seu barco virou no estreito de Long Island.

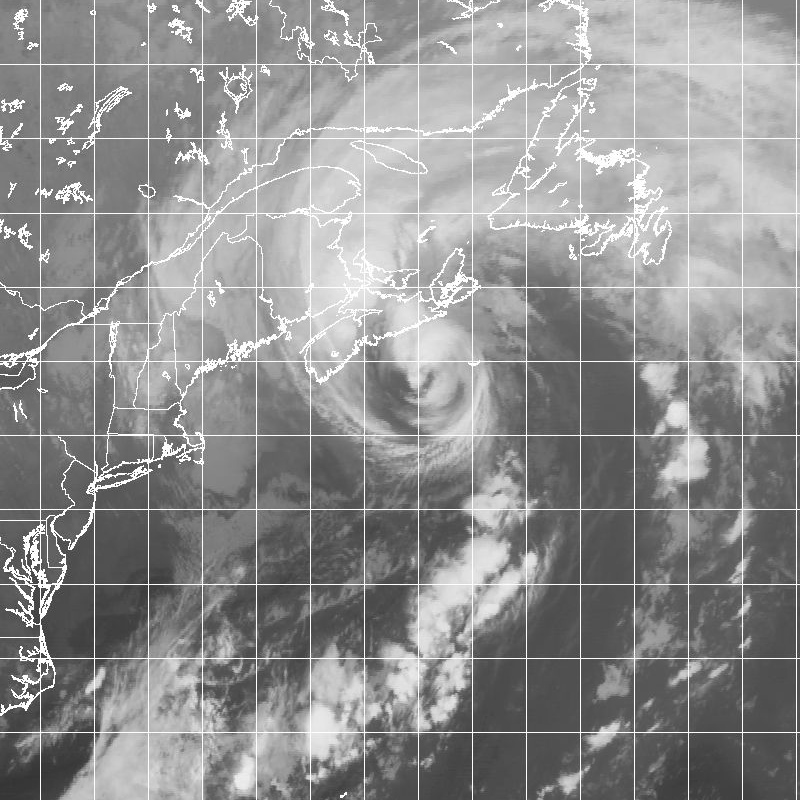
Furacão Gustav perto de seu primeiro landfall na Nova Escócia em 12 de setembro

### Canadá Atlântico
Apesar de perder gradualmente suas características tropicais, Gustav trouxe fortes chuvas, ventos com força de tempestade e furacão, e ondas de tempestade em áreas do Canadá Atlântico por vários dias. Fortes ventos derrubaram árvores e danificaram docas na Nova Escócia, e uma rajada de vento de 121 km/h (75 mph) foi relatado na Ilha Sable. Rajadas de mais de 97 km/h (60 mph) foram relatados em Terra Nova por vários dias depois que o centro de Gustav se mudou da área. As quantidades de chuva geralmente variaram de 76–686 mm (03–27 in), com um máximo de 100 mm (4 in) em Ashdale, Nova Escócia. Vários locais estabeleceram novos recordes diários de precipitação. Inundações localizadas foram relatadas em áreas da Ilha do Príncipe Eduardo e 4.000 pessoas em Halifax, Nova Escócia e Charlottetown, Ilha de Prince Edward ficaram sem energia. Apesar da chuva forte e do vento, não houve relatos de mortes ou danos significativos no Atlântico Canadá.

## Nomenclatura e registos
Gustav foi a primeira tempestade subtropical a receber um nome das listas de nomes atuais do Centro Nacional de Furacões. Antes da temporada de 2002, as tempestades subtropicais do Atlântico não eram nomeadas ou recebiam um número de uma lista de numeração separada dos ciclones tropicais.
Quando Gustav atingiu o status de furacão em 11 de setembro, ele se tornou o primeiro furacão mais recente a se formar em qualquer temporada desde a temporada de 1941, quando o primeiro furacão surgiu em 16 de setembro. De acordo com a climatologia, uma média de três furacões se formam até 11 de setembro de cada ano.